# 梅花楼
梅花楼，位于中国陕西省榆林市榆阳区北大街普惠泉西山丘上，已列为陕西省文物保护单位。

## 保护
2008年9月16日，梅花楼公布为第五批陕西省文物保护单位，编号5-3-103。